# Les Mauvais Joueurs
Pour plus de détails, voir Fiche technique et Distribution.
Les Mauvais Joueurs est un film français réalisé en 2005 par Frédéric Balekdjian.

## Synopsis
Paris, le quartier du Sentier. Noël approche et la vie de Vahé Krikorian part à vau-l'eau. La boutique de son père, avec qui il travaille, va bientôt fermer. Trop de dettes et d'impayés. Lu Ann, la femme qu'il aime, le quitte et il sent bien que les arnaques au bonneteau qu'il pratique avec Sahak et son frère Toros ne vont pas le mener loin.
Yuen, le frère de Lu Ann, arrivé clandestinement en France, refuse de travailler pour le réseau qui l'a fait passer, sans se rendre compte du danger qui le guette. Se prenant d'affection pour lui, Vahé décide de l'aider. Peu à peu un lien d'amitié se tisse entre eux qui met à l'épreuve la loyauté de Vahé envers ses vieux amis et l'amène à agir contre sa bande.
Si la vie semble reprendre son cours, quelque chose s'est brisé en Vahé. Quelque chose qu'il ne contrôle pas. Quelque chose d'irréparable.

## Fiche technique
Sauf indication contraire, les informations mentionnées dans cette section peuvent être confirmées par la base de données cinématographiques IMDb,  présente dans la section « Liens externes ».
- Titre original : Les Mauvais Joueurs
- Réalisateur et scénariste  : Frédéric Balekdjian
- Producteur : Laurent Champoussin, Fabienne Vonier
- Directeur de la photographie : Pierre Milon
- Régisseur général : Philippe Royer
- Montage : Mike Fromentin
- Distribution des rôles : Elsa Pharaon	et Nicolas Ronchi
- Création des décors : Catherine Keller
- Création des costumes : Nathalie Raoul
- Coordinateur des cascades : Jean-Louis Airola
- Société de production : Pyramide Productions et France 3 Cinéma
- Lieu de tournage : Quartier du Sentier à Paris
- Format :  couleur  - son Dolby Digital
- Pays d'origine :  France
- Genre : drame
- Durée : 85 minutes
- Date de sortie :	
  - France : 20 avril 2005

## Distribution
- Pascal Elbé : Vahé Krikorian
- Simon Abkarian : Sahak
- Isaac Sharry : Toros
- Linh-Dan Pham : Lu Ann, la maîtresse de Vahé Krikorian
- Teng Fei Xiang : Yuen
- Yun Hong Perrotin : Pei Pei
- Liney Zhao : Yin
- Astrid Condis y Troyano : Anouche
- Guillaume Gouix : le gamin à la barbiche
- Richard Taxy : Gérard
- Gérald Papasian : Hagop
- Heng Wan : Feng
- Philippe Fretun : Zelco
- Philippe Suner : Felipe
- Mapiwha Juliard : Nico
- Adrien Saint-Joré : Souza
- Xing Xing Cheng : La mère de Lin

## Distinctions
- Festival international du film de Berlin (Berlinale) 2005 : prix Manfred-Salzgeber
- Festival du film policier de Cognac 2005 : Prix Sang neuf